# Steitalhorn
Steitalhorn är en bergstopp i Schweiz.   Den ligger i distriktet Visp och kantonen Valais, i den södra delen av landet, 90 km söder om huvudstaden Bern. Toppen på Steitalhorn är 3 164 meter över havet, eller 179 meter över den omgivande terrängen. Bredden vid basen är 2,6 km.
Terrängen runt Steitalhorn är huvudsakligen bergig, men den allra närmaste omgivningen är kuperad. Närmaste större samhälle är Visp, 13,6 km nordost om Steitalhorn. 
I omgivningarna runt Steitalhorn växer i huvudsak barrskog. Runt Steitalhorn är det ganska glesbefolkat, med 26 invånare per kvadratkilometer.